# Yoav Benjamini
Yoav Benjamini (hébreu : יואב בנימיני; né le 5 janvier 1949) est un statisticien israélien surtout connu pour avoir développé (avec Yosef Hochberg) le critère du « taux de fausses découvertes ». Il est actuellement professeur Nathan et Lily Silver de statistiques appliquées à l'Université de Tel Aviv.

## Biographie
Yoav étudie les mathématiques et la physique à l'Université hébraïque de Jérusalem et obtient son diplôme en 1973 et sa maîtrise en mathématiques de la même université en 1976. En 1981, il obtient son doctorat en statistique de l'Université de Princeton.
Le travail scientifique de Benjamini combine la recherche théorique en méthodologie statistique avec la recherche appliquée qui implique des problèmes complexes avec des données massives. Le travail méthodologique porte sur l'inférence sélective et simultanée (comparaisons multiples), ainsi que sur les méthodes générales d'analyse de données, d'exploration de données et de visualisation de données. Ses citations de recherche (de Google Scholar) dépassent les 100 000.
Il reçoit le Prix Israël en 2012 en statistiques  et est élu à l'Académie nationale des sciences des États-Unis en 2020,,